# Escenas de amor
Escenas de amor es el título de un álbum de estudio en español grabado por el cantautor puertorriqueño-estadounidense José Feliciano. Fue lanzado al mercado por la empresa discográfica Motown en 1982 y nominado por el premio Grammy como "Mejor LP Latino". Es el primer disco grabado en idioma español de José Feliciano después 10 años de grabaciones solo en inglés y fue un gran éxito en toda América Latina y en algunos pays en Europa como España, Austria y Grecia donde fue premiado como disco de Oro.

## Lista de canciones
| Escenas de amor |                                                   |                             |          |  |
| N.º             | Título                                            | Escritor(es)                | Duración |  |
| 1.              | «Samba pa ti» (con Carlos Santana)                | Carlos Santana              | 4:47     |  |
| 2.              | «En aranjuez con tu amor»                         | Joaquin Rodrigo             | 4:10     |  |
| 3.              | «Volveré alguna vez»                              | Leonardo Schultz            | 4:35     |  |
| 4.              | «No hay sombra que me cubra» (The Only Woman)     | José Feliciano              | 3:58     |  |
| 5.              | «Malas costumbres» (Evil Ways)                    | Sonny Henry                 | 3:38     |  |
| 6.              | «La balada del pianista»                          | Leonardo Schultz            | 4:23     |  |
| 7.              | «Para decir adiós» (con Ann Kelly)                | Roberto Figueroa            | 4:22     |  |
| 8.              | «Todo el mundo te ama» (Everybody Loves Me)       | Ken Hirsch · Doc Pomus      | 4:30     |  |
| 9.              | «Y hoy sé que volveré»                            | Bob Roberts · C Bayer Sager | 4:13     |  |
| 10.             | «Ahora si quiero amar» (I Wanna Be Where You are) | Leon Ware · T-Boy Ross      | 3:38     |  |

## Sencillos
- Samba pa ti
- Volveré alguna vez
- Ahora si quiero amar
- Para decir adiós
- En aranjuez con tu amor

- Datos: Q109629697